# John Lynch (Politiker, 1952)

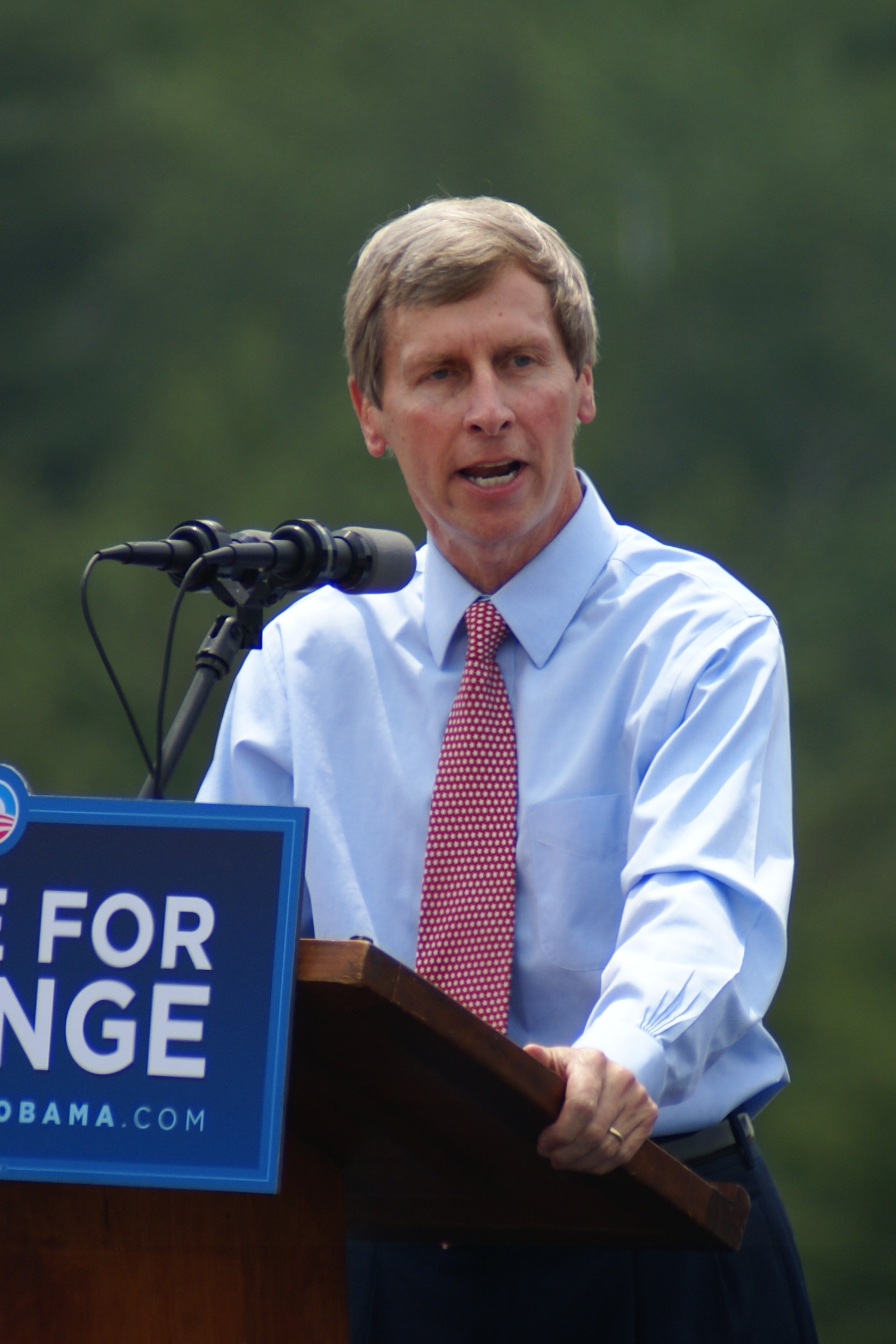
John Lynch (2008)

John H. Lynch (* 25. November 1952 in Waltham, Massachusetts) ist ein US-amerikanischer Jurist und Politiker. Von 2005 bis 2013 war er Gouverneur des Bundesstaates New Hampshire; seine Nachfolgerin wurde Maggie Hassan.

## Biografie
John Lynch studierte bis 1974 Rechtswissenschaften an der University of New Hampshire und ging danach an die Harvard Business School. Seine Promotion erfolgte an der Georgetown University. Er wirkte anschließend in verschiedenen Positionen, darunter als Leiter der Annahmestelle der Harvard Business School, als CEO der Knoll Inc., einem nationalen Möbelhersteller und als Präsident der Lynch Group, einer Wirtschaft-Consulting-Firma in Manchester in New Hampshire. Direkt vor der Gouverneurswahl arbeitete er als Aufsichtsratsvorsitzender des University System of New Hampshire.
John Lynch ist verheiratet mit Susan Lynch und lebt mit ihr und ihren drei Kindern Jacqueline, Julia und Hayden in Hopkinton, New Hampshire.

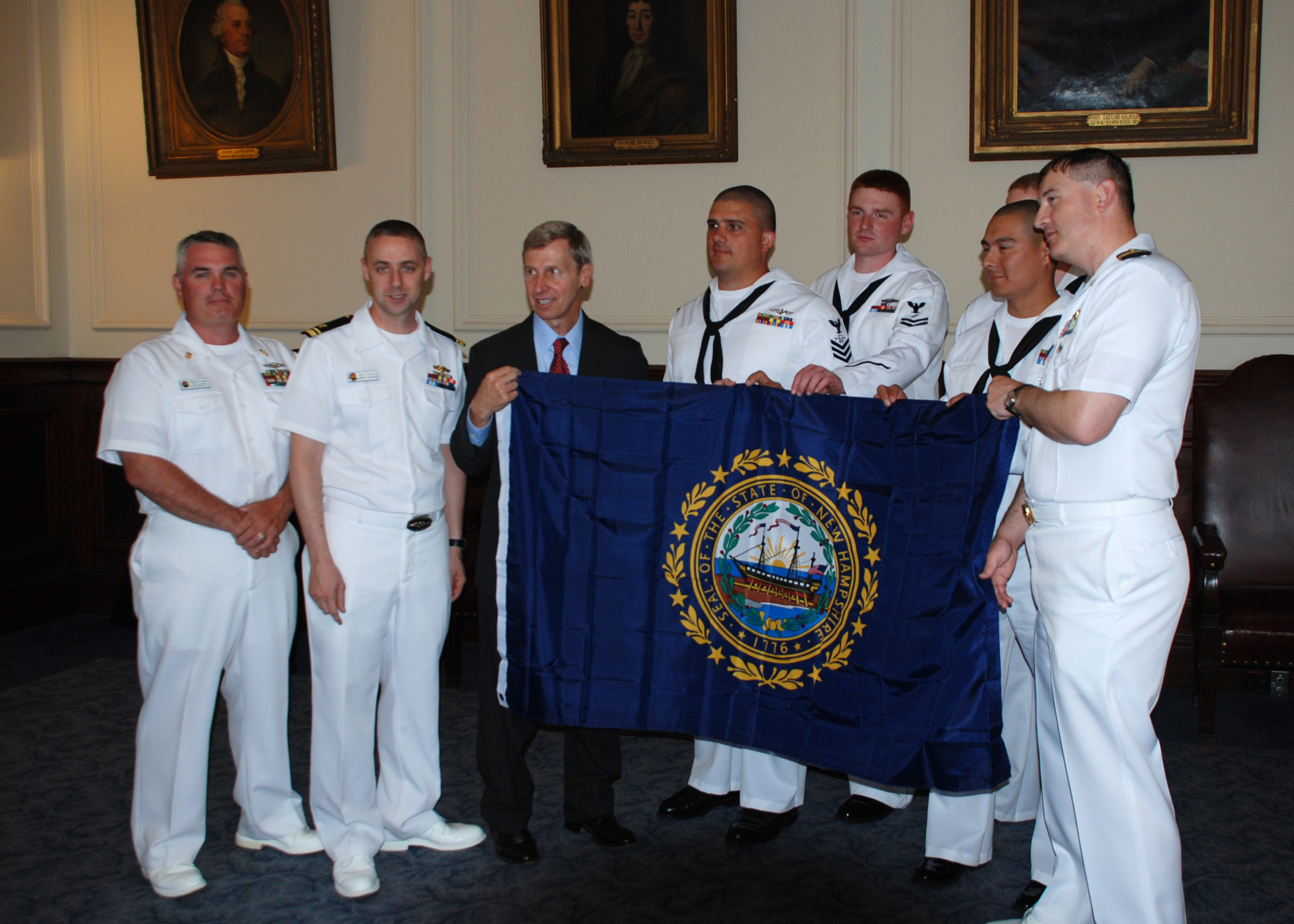
Lynch possiert mit einer Flagge von New Hampshire während eines Besuchs auf dem U-Boot USS New Hampshire am 29. Juli 2011

## Gouverneur von New Hampshire
John Lynch wurde am 2. November 2004 als Kandidat der Demokratischen Partei zum Gouverneur von New Hampshire gewählt und setzte sich damit gegen den republikanischen Amtsinhaber Craig Benson durch. Am 6. Januar 2005 wurde er für das Amt vereidigt. In einer Bevölkerungsumfrage vom 20. Dezember 2005 wurde Lynch zum beliebtesten aller Gouverneure seiner Partei gewählt. Am 4. November 2008 wurde er erneut mit deutlicher Mehrheit als Gouverneur bestätigt. Im Januar 2013 schied er aus dem Amt. Während seiner Amtszeit verabschiedeten die beiden von Republikanern beherrschten Parlamentskammern des Bundesstaates ein Right-to-work-law, um den Einfluss der Gewerkschaften zu beschränken. Lynch stoppt im Mai 2011 mit seinem Veto das entsprechende Gesetz. Ein anschließender Überstimmungsversuch scheiterte an der notwendigen Zweidrittelmehrheit.